# 蓝山广场
蓝山广场（越南语：Công trường Lam Sơn）是越南胡志明市的一个广场，位于第一郡𤅶犧坊胡志明市大劇院周围。著名的同起街贯穿广场。除了剧院外，广场周围还有许多历史悠久的酒店，例如西貢歐陸飯店和帆船酒店。

## 历史
在今天的地图上，蓝山广场包括剧院前后的土地。在法国殖民时期，剧院前面的广场称为“安鄴广场”（Place Francis Garnier）。 1910年，殖民当局下令放置塑像，以纪念1873年在河内阵亡的法国军官安鄴（Francis Garnier）。剧院后面也属于广场，自1935年称为“奥古斯丁广场”（Place Augustin Foray）。 1955年，越南第一共和国成立于南越南部，广场更名为蓝山广场。竖起的雕像描绘两名海军陆战師士兵。雕像在1975年4月30日西貢淪陷时被推倒。
1998年左右，市政府在广场的喷泉上放置了一个名为“母爱”的红色花岗岩雕像。到2014年，喷泉被拆除，剧院前的大部分树木被砍伐，以修建胡志明市都市鐵路1號線的市劇院站。剧院后面的蓝山广场，曾经是一个停车场。2018年，终止停车场的运营，恢复为行人广场。

## 附近地點
- 胡志明市大劇院
- 西貢歐陸飯店
- 帆船酒店
- 胡志明市都市鐵路L1 1號線 市劇院站